# كارل ياكوب أدولف كريستيان غيرهارد
كارل ياكوب أدولف كريستيان غيرهارد (بالألمانية: Carl Jakob Adolf Christian Gerhardt)‏ هو طبيب وأستاذ جامعي ألماني، ولد في 5 مايو 1833 في شباير في ألمانيا، وتوفي في 22 يوليو 1902 في Gamburg ‏ في ألمانيا.